# Castlevania (jogo eletrônico)
Castlevania, conhecido no Japão como Akumajō Dracula, é um jogo eletrônico de ação e plataforma desenvolvido e publicado pela Konami para o Famicom Disk System em 26 de setembro de 1986. Foi portado para o formato de cartucho para o Nintendo Entertainment System (NES) e lançado na América do Norte em maio de 1987 e na Europa em dezembro de 1988.
O jogador controla o caçador de vampiros Simon Belmont, que entrou no castelo demoníaco para derrotar o Conde Dracula. É o primeiro jogo da série Castlevania, e foi desenvolvido em paralelo com Vampire Killer, lançado um mês depois para MSX2.

## História
Outro século se passou e Dracula desperta de seu sono com um plano: se ele fosse derrotado de novo, ele não seria o único a morrer. Ele rapidamente chamou a atenção de um novo Belmont: Simon Belmont, tataraneto de Christopher que foi treinado com a experiência dos dois grandes caçadores de vampiros antes dele. Acontecendo no ano 1691, Simon enfrenta o Dracula com toda a habilidade de um guerreiro e o derrota, neste que seria o primeiro jogo da série com o título "Castlevania".

## Jogabilidade
O jogo possui seis fases, que são jogadas em uma progressão estritamente linear. A principal arma de ataque é o chicote Vampire Killer, que pode ser melhorado através da coleta de objetos especiais durante o curso do jogo, estendendo seu comprimento. Além do chicote, várias "sub-armas" podem ser obtidas, fornecendo diferentes tipos de ataque. Ao quebrar candelabros e outros objetos situados em todo o castelo, Simon coleta corações, que podem ser usados para ativar as sub-armas. Simon só pode carregar uma sub-arma de cada vez.
Dentre os inimigos enfrentados no castelo estão algumas criaturas míticas e de filmes de terror, como a Medusa, múmias, o Monstro de Frankenstein, a Morte, e o próprio Drácula, que também aparece em uma forma demoníaca após ser inicialmente derrotado.

## Desenvolvimento
Castlevania foi dirigido por Hitoshi Akamatsu, um admirador de cinema que abordava projetos com a "visão de um diretor de filmes", e afirmou que visuais e música do jogo foram feitos "por pessoas que conscientemente queriam trabalhar em algo cinemático". Akamatsu queria que os jogadores se sentissem em um clássico filme de terror.
Originalmente lançado como Akumajō Dracula para o Famicom Disk System em 1986, o jogo obteve sucesso no Japão e foi relançado sob o título de Castlevania para o NES na América do Norte em 1987 e na Europa em 1988, além de ser relançado para o Famicom sob o título original em 1993. O nome internacional de Castlevania foi o resultado do desconforto do vice-presidente da Konami of America, Emil Heidkamp, com as conotações religiosas do título japonês, "Akumajō Dracula", que ele acreditava ser traduzido como "O Castelo Satânico de Dracula".
Castlevania foi um dos primeiros grandes jogos de plataforma no NES, e parte de uma segunda onda de títulos para o console. Seu lançamento coincidiu com o 90º aniversário da obra Dracula de Bram Stoker.
Os ataques com chicote foram inicialmente planejados para atingir múltiplas direções, mas isso só veio a ser aplicado em Castlevania IV. Outras sub-armas foram planejadas, como alho, estacas de madeira, e um objeto que transforma o personagem em um lobisomem, mas não chegaram a ser incluídas.

### Versões e relançamentos
Castlevania recebeu portes para várias outras plataformas, como PC em 1990, Game Boy Advance e celular em 2004.
Em 2016, o jogo original foi incluído como um dos 30 títulos da NES Classic Edition.
Em 2019, o jogo foi incluído na Castlevania Anniversary Collection, uma compilação lançada para PlayStation 4, Nintendo Switch, Xbox One, e Microsoft Windows, como parte do aniversário de 50 anos da Konami.

## Trilha sonora
A trilha sonora foi composta por Kinuyo Yamashita, sendo posteriormente reutilizada em diferentes jogos da série.
| Castlevania / Akumajo Dracula |                       |         |  |
| N.º                           | Título                | Duração |  |
| 1.                            | "Underground"         | 0:30    |  |
| 2.                            | "Prologue"            | 0:08    |  |
| 3.                            | "Vampire Killer"      | 1:15    |  |
| 4.                            | "Stalker"             | 1:15    |  |
| 5.                            | "Wicked Child"        | 2:07    |  |
| 6.                            | "Walking on the Edge" | 1:43    |  |
| 7.                            | "Heart of Fire"       | 2:13    |  |
| 8.                            | "Out of Time"         | 1:22    |  |
| 9.                            | "Nothing to Lose"     | 1:33    |  |
| 10.                           | "Poison Mind"         | 0:32    |  |
| 11.                           | "Black Night"         | 0:57    |  |
| 12.                           | "Voyager"             | 0:56    |  |
| Duração total:                | Duração total:        | 14:31   |  |

## Recepção
Desde o lançamento original, Castlevania recebeu várias análises positivas. O jogo vendeu impressionantemente bem e foi considerado um clássico pela Retro Gamer e IGN.
Em 2001, a Game Informer o listou como o 48º melhor jogo já criado, afirmando que sua jogabilidade definiu o padrão da indústria. Tim Turi afirmou que o Castlevania original tornou a série "lendária", e o chamou de uma "experiência essencial da série".
Em 2006, a Nintendo Power o considerou como o 22º melhor jogo feito em um console Nintendo na sua lista de "200 melhores jogos", e em agosto de 2008 como o 14º melhor jogo do NES.
A IGN o colocou em 19º na sua lista de melhores jogos do NES, elogiando sua dificuldade, jogabilidade, trilha sonora, e visuais. Lucas M. Thomas, mencionou o realismo relativo das armas, e o elogiou por não se levar tão à sério enquanto promovendo um ambiente amedrontador, com a combinação desses elementos e outros pontos culminando em um comentário sobre o jogo ser "único e maravilhoso", que influenciou futuros jogos da franquia. Mark Birnbaum avaliou a versão para Virtual Console, e afirmou ter pessoalmente gostado da dificuldade e do design, mas comentando que pessoas que se frustravam rapidamente prefeririam o sucessor, Castlevania IV. Lucas M. Thomas incluiu a versão de 25º aniversário da série em uma lista de aniversários esquecidos que aconteceram em 2011, comentando achar estranho Castlevania ter tantos títulos antes de seu 25º aniversário e apenas um título em 2011.
A GameZone o considerou o 8º melhor jogo da franquia, com Robert Workman, editor da revista, comentando que o título envelheceu bem e que trouxe grande valor para o Wii Virtual Console.
A Retro Gamer o chamou de um dos jogos mais duradouros já criados, apontando que sua capacidade de apresentar uma atmosfera adulta e desafiadora era mais importante do que sua jogabilidade única.
Kurt Kalata, da 1UP.com, o elogiou pelo nível de dificuldade e design visual realista.
No Japão, a revista Famitsu avaliou a versão para Famicom com 34/40.
A Classic NES Series, que relançou o jogo, foi recebida com análises mistas, alcançando nota agregada de 74/100 no Metacritic e 71% no GameRankings.